# Commissie burgerlijke vrijheden, justitie en binnenlandse zaken
De Commissie burgerlijke vrijheden, justitie en binnenlandse zaken (Engels: Committee on Civil Liberties, Justice and Home Affairs) is een commissie van het Europees Parlement. De naam van de commissie wordt afgekort tot LIBE. De commissie heeft als taak de burgerrechten, mensenrechten en grondrechten binnen de Unie te beschermen, inclusief de rechten van minderheden, zoals die zijn vastgelegd in de Verdragen van de Europese Unie en in het Handvest van de grondrechten van de Europese Unie.